# Мой друг Дамер (фильм)
«Мой друг Дамер» (англ. My friend Dahmer) — американская биографическая кинодрама режиссёра Марка Мейерса, снятая в 2017 году об американском серийном убийце Джеффри Дамере  c Россом Линчем в главной роли. Фильм основан на одноимённом графическом романе, выпущенном мультипликатором Джоном «Дерфом» Бэкдерфом, который был одноклассником и другом Дамера в школе Revere High School в конце 1970-х. Лента затрагивает философские и моральные  проблемы свободы воли, а также влияние института семьи и массовой культуры на социализацию личности. Исключительность фильму придаёт тот факт, что это единственный из всех биографических фильмов, посвящённых жизнеописанию Джеффри Дамера, который затрагивает его школьные юношеские годы в попытке выявить истинные причины и условия формирования мотивов убийств.

## Сюжет
Старшеклассник Джеффри Лайонел Дамер проживает с родителями и младшим братом в городе Батт,  штат  Огайо. Он учится в школе Revere High School, но в силу своей интровертности не пользуется популярностью в школе, имеет проблемы с коммуникабельностью. В качестве хобби молодой человек увлекается коллекционированием мертвых животных и растворением их трупов в различных кислотах. Периодически подвергается нападкам других учеников. Незадолго до окончания средней школы, переживая развод с родителями, Джеффри вступает с ними в конфликт и испытывая на себе авторитетный стиль воспитания отца, начинает увлекаться алкогольными веществами. Это замечают его одноклассники, но Дамер сталкивается с полным отсутствием моральной и профессиональной ответственности администрации школы и педагогического коллектива за жизнь и здоровье учащихся. 
Череда глупых выходок вкупе с имитацией эпилептических припадков неожиданно приносит ему популярность и уважение со стороны ряда одноклассников, благодаря чему у него появляются друзья, которые во главе с талантливым художником Джоном Бекдерфом основывают так называемый «Фан-клуб Дамера». Джеффри вдохновляет Бекдерфа в преддверии выпускного создать множество рисунков Дамера в различных комичных ситуациях, которые позже сформируют графический роман. В то же время Дамер начинает испытывать извращенные сексуальные фантазии по отношению к бегуну, который каждый день пробегает мимо его дома. Впоследствии оказывается, что неизвестный бегун является отцом одного из друзей Бекдэрфа и врачом по профессии по фамилии Мэтьюз. Имитировав заболевание, Дамеру удается организовать встречу с доктором, однако тот заметив во время медицинского осмотра эрекцию у Дамера, отказывается от сотрудничества с ним в решении проблем здоровья. 
Осознавая свою латентную гомосексуальность и испытывая в связи с семейными обстоятельствами симптомы психического расстройства, Дамер прекращает общение с друзьями и выпускной школьный бал проводит в полном одиночестве. Летом 1978 года, после развода c его отцом, мать Джеффри уезжает вместе с младшим сыном, братом Джеффри Дэвидом в штат Висконсин, а отец съезжает для проживания в один из мотелей, благодаря чему Джеффри в возрасте 18 лет начинает жить самостоятельно. Впав в тяжелое эмоциональное состояние, связанное с отсутствием близких и положительных эмоциональных связей с людьми и со страхом их потери в результате вынужденной социальной изоляции Джеффри 18 июня того же года отправляется в поездку, во время которой подбирает автостопщика 18-летнего Стивена Хикса, который становится его первой жертвой...

## Создание
Сценарий фильма появился в 2014 году после знакомства Марка Мейерса с Джоном Бекдерфом. Съемки фильма проходили в штате Огайо, в доме, в котором Джеффри Дамер на самом деле провел детские и юношеские годы и совершил свое первое убийство. В процесс подготовки к съемкам, Росс Линч в целях вживания в роль, потратил несколько недель просматривая интервью с Дамером и общаясь с его школьными друзьями и знакомыми. Премьерный показ фильма состоялся 21 апреля 2017 года на 
кинофестивале Трайбека. В американский кинопрокат фильм вышел 5 ноября 2017 года.

## Критика
Картина получила в основном положительные отзывы кинокритиков. В фильме с тонким психологизмом показан процесс генезиса личности будущего маньяка-убийцы.